# Станислав Славчев
Станислав Христов Славчев е български лекар, доцент и професор в Медицински университет - Варна.

## Биография
Станислав Славчев е роден на 11 септември 1972 година в град Търговище, България. През 1990 година завършва гимназия „Св. Седмочисленици“ в Търговище. Същата година кандидатства в Медицински университет - Варна и е приет в специалност „Медицина“. Завършва университета през 1996 година. От 1997 до 2008 година работи в Спешна медицинска помощ Варна и Шокова зала на МБАЛ „Св. Анна“ град Варна. От 2005 до 2009 година година специализира АГ и взема специалност през 2009 година. През 2009 година изкарва курс „Ехография и доплер“ в „Майчин дом“ – София. През 2010 година курс „Колпоскопия и деструктивно лечение на преканцерозите на маточната шийка“ в „Майчин дом“ – София. През 2010 година – Лапароскопия – взема първо ниво в Плевен при професор Горчев. През 2011 година – Лапароскопия – взема второ ниво в Плевен при професор Горчев. От 2009 година работи към Клиника по гинекология на МБАЛ „Св. Анна“ град Варна. През септември месец 2011 година е асистент към Катедрата по АГ – Варна. На 28 май 2024 г.  получава най-високото академично звание „Професор“.[източник? (Поискан днес)]